# Armando de Vicente
Armando de Vicente (Buenos Aires, Argentina; ? - Ibídem; 1975) fue un actor cinematográfico y teatral argentino .

## Carrera
De Vicente se lució  como actor de carácter en la época dorada del cine argentino, actuando en unos 20 filmes junto a destacadas figuras nacionales como Alicia Barrié, Carmen Lamas, Tito Lusiardo, Delia Codebó , Rosa Rosen, Roberto Airaldi, Delfy de Ortega, George Rigaud, Norma Giménez, Felisa Mary, Carlos Cores, Gabriela Gilli, entre otras.

### Filmografía
- 1936: Por buen camino
- 1939: La mujer y el jockey
- 1939: Los pagarés de Mendieta
- 1939: El sobretodo de Céspedes
- 1939: La vida de Carlos Gardel
- 1939: El canillita y la dama
- 1940: De México llegó el amor
- 1949: Edición Extra
- 1951: La vida de una mujer (filmada en 1947)
- 1951: Especialista en señoras
- 1955: Ayer fue primavera
- 1957: La muerte en las calles (filmada en 1952)
- 1963: Pesadilla
- 1975: Rebeldía (filmada en 1968)[2]

## Teatro
- 1940: La casa de Tócame Roque, con la Compañía Argentina de Comedias encabezada por Raimundo Pastore, estrenada en el Teatro Marconi.[3]
- 1935: Amor, junto con Paulina Singerman.
- 1933: Broadcasting
- 1933: Se vende una negra,con la Compañía de Pierina Dealessi- Alfredo Camiña - Marcos Caplán - Enrique Serrano.